# إيلدار إبراغيموف
إيلدار عبدوفيتش إبراغيموف (مواليد سنة 15 يوليو 1932، لينينغراد) (بالروسية: Ильдар Абдулович Ибрагимов) هو رياضياتي روسي، متخصص في نظرية الاحتمال والإحصاءات الرياضية.

## مسيرته
درس إلدار إبراغيموف في جامعة لينينغراد الحكومية، حيث تخرج في الرياضيات سنة 1956. حصل في عام 1960 على درجة الدكتوراه الروسية (دكتوراه) تحت إشراف يوري لينيك ، وفي عام 1967 حصل على الدكتوراه الروسية (درجة الدكتوراه العليا). في عام 1969 أصبح أستاذا للاحتمالية (Probability) في جامعة لينينغراد الحكومية.
هو مدير مختبر الأساليب الإحصائية في معهد ستيكلوف للرياضيات في سانت بطرسبرغ، وهو المنصب الذي شغله هناك منذ عام 1972 خلفا ليوري لينيك. انتُخب إبراغيموف في عام 1990 عضوا مناظرا، وفي عام 1997 عضوا كامل العضوية في الأكاديمية الروسية للعلوم. في عام 1970 حصل على جائزة لينين. في عام 1966 في موسكو كان رئيسًا مدعوًا للمؤتمر الدولي لعلماء الرياضيات.

## روابط خارجية
- Russian biography